# 1267 en santé et médecine
| Années de la santé et de la médecine : 1264 - 1265 - 1266 - 1267 - 1268 - 1269 - 1270    |
| Décennies de la santé et de la médecine : 1230 - 1240 - 1250 - 1260 - 1270 - 1280 - 1290 |

Cet article présente les faits marquants de l'année 1267 en santé et médecine.

## Divers

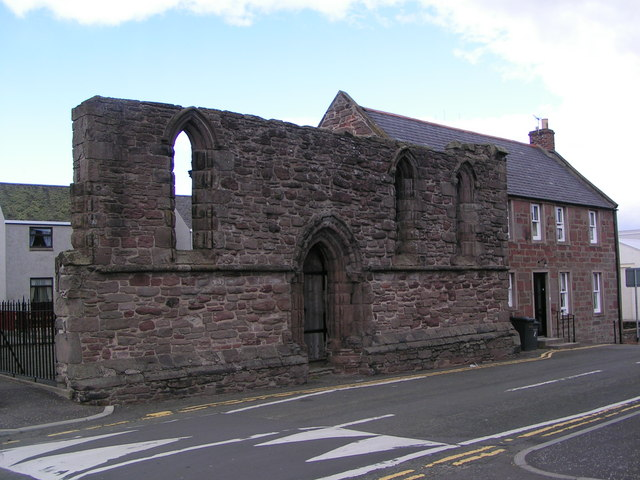
Brechin. La Maison-Dieu

- Le synode de Vienne, après ceux de Béziers (1246) et d'Albi (1254), rappelle que le droit canonique interdit rigoureusement aux chrétiens de se faire soigner par un médecin juif, prohibition qui reste généralement ignorée[1].
- Des sages-femmes, ou « ventrières », dites encore « mères-alleresses », formées auprès d'une matrone reconnue et soumises à examen devant un jury de pairs, sont pensionnées par les autorités échevinales de la ville d'Amiens en Picardie[2].
- Dans son Opus Majus, Bacon recommande l'usage de lentilles pour améliorer la vision des vieillards, conseil déjà donné par Alhazen († 1036) dans un traité traduit en latin l'année 1266 précédente sous le titre d'Opticae Thesaurus[3].
- Première élection enregistrée d'un doyen de la faculté de médecine de Paris, celle de Pierre de Limoges[4].

## Fondations
- Fondation de la léproserie de Jodoigne, dans le duché de Brabant[5].
- Première mention de l'hôpital Saint-Jacques de Mâcon en Bourgogne, qui « fourn[it] repas et couchage aux pèlerins sur la route de Saint-Jacques-de-Compostelle[6] ».
- L'hôpital Saint-Jacques, « destiné aux voyageurs et pèlerins pauvres pour un séjour de deux ou trois nuits au plus », est mentionné à Metz en Lorraine[7].
- Un hôpital est signalé à Cajarc, en Quercy[8].
- Fondation d'une maison d'aumône (alms house) ou maison-Dieu de Sainte Marie à Brechin en Écosse dans le comté d'Angus, par William de Brechin, père de David Ier[9].
- Construction de l'hôpital de la Miséricorde (Ospedale della Misericordia) à Assise en Ombrie[10].

## Publication
- Roger Bacon achève son Opus majus et  rédige l'Opus tertium et l'Opus minus qui « se donnent comme des résumés et suppléments » du premier[11].

## Décès
- Peut-être en 1267 : Lupus Hispanus (peut-être né en 1179), médecin d'origine espagnole, un des premiers professeurs de médecine de l'université de Toulouse[12].
- 1267 ou 1268 : Ibn al-Lubudi (né en 1210 ou 1211), médecin arabe originaire d'Alep, auteur d'un important Recueil de discussions sur cinquante questions de psychologie et de médecine[13].